# 2013-as Rubik-kocka-világbajnokság
A 2013-as Rubik-kocka-világbajnokságnak az Amerikai Egyesült Államok, Las Vegas adott otthont. A 7. alkalommal megszervezett versenyt 2013. július 26-28 között rendezték. A versenyzők 17 versenyszámban mérték össze a tudásukat. A verseny győztese az ausztrál Feliks Zemdegs  lett, aki első alkalommal szerzett világbajnoki címet és a 7,36 másodperces kirakással új világcsúcsot állított fel.
A magyar csapat is jól szerepelt, hiszen Endrey Marcell minden vakon számban világbajnok lett. Barát Bence pedig ezüstérmes lett a 7x7-es versenyszámban.

## Eredmények
| Versenyszám   | Győztes          | Átlagidő | Legjobb rakás |
| ------------- | ---------------- | -------- | ------------- |
| 3x3x3         | Feliks Zemdegs   | 8.18     | 7.36          |
| 2x2x2         | Cameron Stollery | 2.55     | 2.31          |
| 4x4x4         | Feliks Zemdegs   | 31.76    | 30.74         |
| 5x5x5         | Kevin Hays       | 1:01.81  | 1:00.53       |
| 6x6x6         | Kevin Hays       | 1:56.14  | 1:52.42       |
| 7x7x7         | Kevin Hays       | 2:54.77  | 2:42.80       |
| 3x3x3 vakon   | Marcell Endrey   | 33.56    | 29.93         |
| 3x3x3 LM      | Steven Xu        |          | 25            |
| 3x3x3 OH      | Feliks Zemdegs   | 14.19    | 12.16         |
| 3x3x3 lábbal  | Jakub Kipa       | 38.22    | 33.60         |
| Megaminx      | Simon Westlund   | 51.31    | 49.28         |
| Pyraminx      | Drew Brads       | 3.16     | 2.61          |
| Rubik-óra     | Deven Nadudvari  | 7.92     | 7.19          |
| Square-1      | Ruzhen Ye        | 13.62    | 11.86         |
| 4x4x4 vakon   | Marcell Endrey   |          | 2:33.04       |
| 5x5x5 vakon   | Marcell Endrey   |          | 6:06.41       |
| 3x3x3 T vakon | Marcell Endrey   |          | 25/26 58:16   |

3x3x3 LM=3x3x3 legkevesebb mozdulatból kirakás
3x3x3 OH=3x3x3 egy kézzel
3x3x3 T vakon=3x3x3 több kocka vakon